# Stanislav Šopov
Stanislav Tihomirov Šopov (in bulgaro Станислав Тихомиров Шопов?; Plovdiv, 23 febbraio 2002) è un calciatore bulgaro, centrocampista del CSKA Sofia.

## Carriera

### Club
Cresciuto nel settore giovanile del Botev Plovdiv, ha esordito in prima squadra il 15 maggio 2018 disputando l'incontro di Părva liga vinto 2-0 contro il Vereja. Il 6 ottobre 2020 viene acquistato a titolo definitivo dagli olandesi dell'Heerenveen. Il 5 giugno 2022 ritorna in patria, venendo ingaggiato dal CSKA Sofia.

### Nazionale
Ha rappresentato le nazionali giovanili bulgare Under-17 ed Under-21.

## Statistiche

### Presenze e reti nei club
Statistiche aggiornate all'11 luglio 2022.
| Stagione             | Squadra              | Campionato           | Campionato | Campionato | Coppe nazionali | Coppe nazionali | Coppe nazionali | Coppe continentali | Coppe continentali | Coppe continentali | Altre coppe | Altre coppe | Altre coppe | Totale | Totale |
| Stagione             | Squadra              | Comp                 | Pres       | Reti       | Comp            | Pres            | Reti            | Comp               | Pres               | Reti               | Comp        | Pres        | Reti        | Pres   | Reti   |
| -------------------- | -------------------- | -------------------- | ---------- | ---------- | --------------- | --------------- | --------------- | ------------------ | ------------------ | ------------------ | ----------- | ----------- | ----------- | ------ | ------ |
| 2017-2018            | Botev Plovdiv        | 1L                   | 0+1        | 0          | CB              | -               | -               | UEL                | -                  | -                  |             | -           | -           | 1      | 0      |
| 2018-2019            | Botev Plovdiv        | 1L                   | 2+2        | 0          | CB              | 1               | 0               |                    | -                  | -                  |             | -           | -           | 5      | 0      |
| 2019-2020            | Botev Plovdiv        | 1L                   | 21+6       | 1+0        | CB              | 5               | 0               |                    | -                  | -                  |             | -           | -           | 32     | 1      |
| ago.-ott. 2020       | Botev Plovdiv        | 1L                   | 7          | 0          | CB              | -               | -               |                    | -                  | -                  |             | -           | -           | 7      | 0      |
| Totale Botev Plovdiv | Totale Botev Plovdiv | Totale Botev Plovdiv | 30+9       | 1+0        |                 | 6               | 0               |                    | -                  | -                  |             | -           | -           | 45     | 1      |
| 2020-2021            | Heerenveen           | ED                   | 0          | 0          | CO              | 0               | 0               |                    | -                  | -                  |             | -           | -           | 0      | 0      |
| 2021-2022            | Heerenveen           | ED                   | 1          | 0          | CO              | 0               | 0               |                    | -                  | -                  |             | -           | -           | 1      | 0      |
| Totale Heerenveen    | Totale Heerenveen    | Totale Heerenveen    | 1          | 0          |                 | 0               | 0               |                    | -                  | -                  |             | -           | -           | 1      | 0      |
| 2022-2023            | CSKA Sofia           | 1L                   | 1          | 0          | CB              | 0               | 0               | UECL               | 0                  | 0                  |             | -           | -           | 1      | 0      |
| Totale carriera      | Totale carriera      | Totale carriera      | 41         | 1          |                 | 6               | 0               |                    | 0                  | 0                  |             | -           | -           | 47     | 1      |

### Cronologia presenze e reti in nazionale
| Cronologia completa delle presenze e delle reti in nazionale ― Bulgaria | Cronologia completa delle presenze e delle reti in nazionale ― Bulgaria | Cronologia completa delle presenze e delle reti in nazionale ― Bulgaria | Cronologia completa delle presenze e delle reti in nazionale ― Bulgaria | Cronologia completa delle presenze e delle reti in nazionale ― Bulgaria | Cronologia completa delle presenze e delle reti in nazionale ― Bulgaria | Cronologia completa delle presenze e delle reti in nazionale ― Bulgaria | Cronologia completa delle presenze e delle reti in nazionale ― Bulgaria |
| Data                                                                    | Città                                                                   | In casa                                                                 | Risultato                                                               | Ospiti                                                                  | Competizione                                                            | Reti                                                                    | Note                                                                    |
| ----------------------------------------------------------------------- | ----------------------------------------------------------------------- | ----------------------------------------------------------------------- | ----------------------------------------------------------------------- | ----------------------------------------------------------------------- | ----------------------------------------------------------------------- | ----------------------------------------------------------------------- | ----------------------------------------------------------------------- |
| 27-3-2023                                                               | Budapest                                                                | Ungheria                                                                | 3 – 0                                                                   | Bulgaria                                                                | Qual. Euro 2024                                                         | -                                                                       | 85’                                                                     |
| 17-6-2023                                                               | Kaunas                                                                  | Lituania                                                                | 1 – 1                                                                   | Bulgaria                                                                | Qual. Euro 2024                                                         | -                                                                       | 46’                                                                     |
| 23-3-2025                                                               | Dublino                                                                 | Irlanda                                                                 | 2 – 1                                                                   | Bulgaria                                                                | UEFA Nations League 2024-2025 - Play-off                                | -                                                                       | 89’                                                                     |
| 6-6-2025                                                                | Plovdiv                                                                 | Bulgaria                                                                | 2 – 2                                                                   | Cipro                                                                   | Amichevole                                                              | -                                                                       |                                                                         |
| 10-6-2025                                                               | Heraklion                                                               | Grecia                                                                  | 4 – 0                                                                   | Bulgaria                                                                | Amichevole                                                              | -                                                                       | 79’                                                                     |
| Totale                                                                  |                                                                         | Presenze                                                                | 5                                                                       |                                                                         | Reti                                                                    | 0                                                                       |                                                                         |